# Seleção Romena de Handebol Masculino
A seleção romena de handebol masculino é uma equipe europeia composta pelos melhores jogadores de handebol da Romênia. A equipe é mantida pela Federação Romena de Handebol (em romeno, Federația Română de Handbal). Encontra-se na 9ª posição do ranking mundial da IHF.

## Títulos
- Campeonato Mundial (4): 1961, 1964, 1970 e 1974

## Elenco atual
Convocados para integrar a seleção romena de handebol masculino no qualificatório para o Campeonato Europeu de 2014: